# Synagoge (Steinbach)

Synagoge

Die Synagoge in Steinbach (Schwäbisch Hall) existierte bis zur Reichspogromnacht.

## Geschichte
In Steinbach gab es spätestens seit Beginn des 17. Jahrhunderts eine jüdische Gemeinde. Um 1843 erreichte diese mit 135 Menschen ihre höchste Mitgliederzahl, danach verringerte sich die Zahl der Gemeindemitglieder, hauptsächlich durch Abwanderung nach Schwäbisch Hall, rasch. Im Jahr 1906 gab es noch sechs Einwohner jüdischen Bekenntnisses, 1924 nur noch zwei. 1941 wurde Mathilde Adler als letzte Israelitin des Ortes deportiert.
Die Gemeinde nutzte zunächst einen Betsaal im Haus Mayer Seligmanns, der bereits 1702 existierte. Diese Synagoge musste aber auf Befehl des Stifts Comburg, zu dem Steinbach in jener Zeit gehörte, geschlossen werden. Aus den ersten Jahren des 18. Jahrhunderts sind mehrere derartige Verbote, jüdische Zeremonien in Steinbach abzuhalten, überliefert, weshalb die Steinbacher Juden zeitweise den Gottesdienst in Unterlimpurg besuchten. Aus dem Jahr 1737 stammt eine Klage über den beschwerlichen Weg nach Unterlimpurg bei schlechten Witterungsverhältnissen. Daraufhin gestattete das Stift wieder jüdische Gottesdienste in Steinbach. 1771 schlossen die jüdischen Gemeinden in Steinbach und Unterlimpurg einen Vertrag, nach dem der Gottesdienstort jährlich zwischen diesen beiden Ortschaften wechseln sollte; in den 1780er Jahren wurde dieses Verfahren aber wieder aufgegeben und die Steinbacher Gemeinde versammelte sich wieder ausschließlich in ihrem eigenen Betsaal, der im Dachgeschoss des Hauses Neustetter Straße 29 abgehalten wurde. Dieses Gebäude gehörte Herzle und Mayer Abraham. Herzle Abraham nahm im Jahr 1767 eine Erweiterung des Frauentraktes vor; dennoch waren die räumlichen Verhältnisse sehr ungünstig. Der Stabsamtmann bezeugte 1807, die Juden stünden speziell am Sabbat „wie aufeinander gepfropft“. Aron Herzle, dem das Haus zu dieser Zeit gehörte, brauchte die beiden Räume außerdem für Wohnzwecke.
Daher war 1806 die Erlaubnis zum Bau einer Synagoge beantragt worden.  König Friedrich I. gab diesem Ansinnen am 6. Januar 1807 statt und am 22. Mai 1808 erhielt die Gemeinde per Ministerialdekret die Erlaubnis, eine Kollekte bei den anderen jüdischen Gemeinden Württembergs abzuhalten. Man rechnete mit Baukosten von etwa 2.400 Gulden.
Die Steinbacher Synagoge wurde beim Torturm nach Unterlimpurg errichtet und 1809 fertiggestellt; im selben Jahr wurde auch der jüdische Friedhof an der Steinbacher Straße eingerichtet, nachdem die Toten der Gemeinde bis 1747 in Schopfloch und danach auch in Braunsbach bestattet worden waren.
Die Synagoge wurde später auch von den Schwäbisch Haller Juden genutzt.
Es handelte sich um einen einfachen Massivbau mit Wohnhausfenstern. Die Fassade wirkte wegen der symmetrischen Anordnung der Nebenräume und der Giebelobelisken aber basilikal.
Am frühen Morgen des 10. November 1938 versuchten Nationalsozialisten zunächst, das Gebäude mit angezündetem Papier in Brand zu setzen. Dies misslang aber, da der Bau sehr feucht war. Einige Stunden später benutzte eine weitere Gruppe von Männern Benzin zur Brandstiftung in der Synagoge. Das Haus brannte bis auf die Außenmauern ab. Im Jahr 1939 ging das Grundstück in den Besitz der Stadt über, die es 1940 verkaufte. Die Mauerreste der zerstörten Synagoge wurden beim Bau des Dreifamilienhauses Neustetter Straße 34, das nach dem Verkauf auf dem Grundstück errichtet wurde, weiterverwendet. Unter dem Balkon des Hauses befindet sich ein Anbau, in dem 1809 die Mikwe eingerichtet wurde. Diese war 1821/22 umgebaut worden, da bis zu diesem Zeitpunkt nur kaltes Wasser zur Verfügung gestanden hatte. Der Friedhof wurde in der NS-Zeit geschändet; nicht alle Grabsteine konnten wieder aufgestellt werden.